# アヴァロンの霧
『アヴァロンの霧』（アヴァロンのきり、英語: The Mists of Avalon）は、マリオン・ジマー・ブラッドリーによるアメリカのフェミニズムファンタジー小説である。またはそれを原作としたテレビドラマ作品。
本作は「アーサー王物語」をアーサー王の異父姉であるモーゲンの視点から描いた歴史的なファンタジー作品。日本では1988年4月から1989年1月までに早川書房（ハヤカワ文庫）より文庫4冊で発売された。ローカス賞 ファンタジイ長篇部門受賞。

## 登場人物
モーゲン（Morgaine）
イグレインとコーンウォール公爵の娘であり、不思議な魔法・透視の力を持っている。
アーサー王（King Arthur）
イグレインとウーゼルの息子。
モードレッド（Mordred）
モーゲンとアーサーの息子。
モルゴース（Morgause）
モーゲンの母（イグレイン）の妹。野心の持ち主でモードレットと共にアーサーを倒そうと画策する。
ランスロット（Lancelet）
円卓の騎士の一人。ヴィヴィアンの息子。
ヴィヴィアン（Viviane）
湖の乙女と呼ばれるアヴァロン島を治める大祭司で大地の女神に仕えていた。イグレインとモルゴースの姉妹である。

## 書誌一覧
- 『アヴァロンの霧1 異教の女王』 （1988年4月30日発売） ISBN 978-4-15-020110-4
- 『アヴァロンの霧2 宗主の妃』 （1988年8月31日発売） ISBN 978-4-15-020114-2
- 『アヴァロンの霧3 牡鹿王』 （1988年11月30日発売） ISBN 978-4-15-020117-3
- 『アヴァロンの霧4 円卓の騎士』 （1989年1月15日発売） ISBN 978-4-15-020119-7
  - 著者 - マリオン・ジマー・ブラッドリー
  - 翻訳 - 岩原明子

## テレビドラマ版
2001年7月以降、アメリカのTNTより製作・放送された全8話のTVミニドラマ。ほぼ原作を忠実に再現している。作品自体高い評価を受けてプライムタイム・エミー賞 作品賞 (ミニシリーズ部門)にノミネートされ、第7回クリティクス・チョイス・アワードを受賞した作品である。
日本ではNHKのBS2（NHK-BS2）で深夜に前編・後編を分けて放送された。

### キャスト
| 役名           | 俳優                       | 日本語吹き替え |
| -------------- | -------------------------- | -------------- |
| モーゲイン     | ジュリアナ・マルグリーズ   | 野沢由香里     |
| ヴィヴィアン   | アンジェリカ・ヒューストン | 藤田淑子       |
| モーゴース     | ジョーン・アレン           | 金野恵子       |
| グィネヴィア   | サマンサ・マシス           | -              |
| イグレイン     | キャロライン・グッドール   | 弥永和子       |
| アーサー       | エドワード・アタートン     | 関俊彦         |
| ランスロット   | マイケル・ヴァルタン       | 森川智之       |
| マーリン       | マイケル・バーン           | -              |
| モルドレッド   | ハンス・マシソン           | 川島得愛       |
| ウーゼル       | マーク・ルイス・ジョーンズ | -              |
| コーンウォール | クライヴ・ラッセル         | -              |

### スタッフ
- 監督：ウーリ・エーデル
- 製作：ギデオン・アミール、ベルント・アイヒンガー
- 脚本／原案：マリオン・ジマー・ブラッドリー、ギャヴィン・スコット
- 衣装デザイン：ジェイムズ・アシェソン、カルロ・ポッジョリ
- 撮影：ヴィルモス・スィグモンド
- 音楽：リー・ホールドリッジ
- 美術／プロダクション・デザイン：ジェイムズ・アシェソン、ロジャ・マウス

### 日本での放送局
| 放送局                      | 放送期間                                    | 放送曜日 時間                                     |
| --------------------------- | ------------------------------------------- | ------------------------------------------------- |
| NHK-BS2                     | 2004年8月21日（前編） 2004年8月22日（後編） | 土曜日 深夜03:00 - 04:35 日曜日 深夜03:00 - 04:35 |
| スーパー!ドラマTV           | 2007年5月1日（前編） 2007年5月2日（後編）   | 水曜日 13:00 - 14:35                              |
| スーパー!ドラマTV（再放送） | 2007年5月30日（前編） 2007年5月31日（後編） | 水曜日 19:00 - 20:35 木曜日 19:00 - 20:35         |